# Суперкубок Івано-Франківської області з футболу
Суперку́бок Івано-Франківської області з футбо́лу розігрують між собою чемпіон та володар кубка Івано-Франківської області з футболу. Перший суперкубок було розіграно в 1982 році. Проводиться під егідою Івано-Франківської обласної федерації футболу.

## Результати
| Рік     | Переможець                              | Фіналіст                                | Рахунок                                 |
| ------- | --------------------------------------- | --------------------------------------- | --------------------------------------- |
| 1982    | «Локомотив» (м. Івано-Франківськ)       | «Хімік» (м. Калуш)                      | 2:0                                     |
| 1987    | «Бистриця» (м. Надвірна)                | «Колос» (с. Голинь)                     | 3:1                                     |
| 1988    | «Нафтовик» (м. Долина)                  | «Бистриця» (м. Надвірна)                | 2:0                                     |
| 1990    | «Нафтовик» (м. Долина)                  | «Машинобудівник» (м. Івано-Франківськ)  | 3:1                                     |
| 2002    | «Дельта» (смт Гвіздець)                 | «Тепловик» (м. Івано-Франківськ)        | 1:1 (пен. 4:1)                          |
| 2003    | «Тепловик» (м. Івано-Франківськ)        | «Дельта» (смт Гвіздець)                 | 1:0                                     |
| 2004    | «Дельта» (смт Гвіздець)                 | «Тепловик» (м. Івано-Франківськ)        | 2:0                                     |
| 2005    | ФК «Тужилів» (с. Тужилів)               | «Дельта» (смт Гвіздець)                 | 3:2                                     |
| 2006    | «Цементник» (с. Ямниця)                 | «Бескид» (м. Надвірна)                  | 1:0                                     |
| 2010    | «Карпати» (смт Печеніжин)               | «Карпати» (м. Яремче)                   | 2:1                                     |
| 2012    | «Карпати» (м. Яремче)                   | «Карпати» (м. Коломия)                  | 1:1 (пен. 3:2)                          |
| 2013    | «Карпати» (м. Коломия)                  | «Газовик» (м. Богородчани)              | 1:0                                     |
| 2014    | «Карпати» (м. Брошнів)                  | «Перегінське» (м. Перегінське)          | 2:0                                     |
| 2016/17 | «Оскар» (с. Підгір'я)                   | «Карпати» (м. Коломия)                  | 1:0                                     |
| 2017/18 | ФК "Галич"                              | "Покуття" (м.Коломия)                   | 1:0                                     |
| 2018/19 | "Карпати" (Галич)                       | "Нафтовик" (Долина)                     | 1:1 (пен.2:0)                           |
| 2019/20 | матч не проводився у зв'язку з COVID-19 | матч не проводився у зв'язку з COVID-19 | матч не проводився у зв'язку з COVID-19 |

## Статистика
- 2 рази - «Нафтовик» (Долина)

«Дельта» (Гвіздець)
«Карпати» (Коломия) (до 2011 - Печеніжин)
- 1 раз - «Локомотив» (Івано-Франківськ)

«Бистриця» (Надвірна)
«Тепловик» (Івано-Франківськ)
ФК «Тужилів»
«Цементник» (Ямниця)
«Карпати» (Яремче)